# Třída Guaiquerí
Třída Guaiquerí je třída oceánských hlídkových lodí Venezuelského námořnictva. Patří do typové řady Avante 2200 španělská firma Navantia. Venezuelské označení plavidel je Patrullero Oceánico de Vigilancia de la Zona Económica Exclusiva (POVZEE, oceánská hlídková loď na sledování výlučné ekonomické zóny). Třídu tvoří celkem čtyři jednotky.

## Stavba
Venezuela v roce 2005 objednala ve Navantia stavbu celkem čtyř jednotek této třídy a všechny jednotky staví svou loděnici v San Fernandu v provincii Cádiz. Do služby vstoupily v letech 2011–2012.
Jednotky třídy POVZEE:
| Jméno                       | Založení kýlu | Spuštěna    | Vstup do služby  | Status |
| --------------------------- | ------------- | ----------- | ---------------- | --- |
| Guaiquerí (PO-11, ex PC-21) | září 2008     | červen 2009 | 14. dubna 2011   | Původně postavena jako fregata Guaicaipuro (F-31). Dne 24. června 2009 byla spuštěna na vodu jako oceánská hlídková loď Caribe (PC-21), později byla opět přejmenována na Guaiquerí. Aktivní |
| Warao (PO-12, ex PC-22)     | květen 2009   | říjen 2009  | 2. srpna 2011    | Během námořního cvičení VenBras 2012 s brazilským námořnictvem, dne 3. srpna 2012 ztroskotal u Fortalezského pobřeží a byl těžce poškozen. Později byla vyzvednuta a naložena na palubu těžké nákladní lodě MV Rolldock Sea, která ho v březnu 2013 doručila do brazilské loděnice EMGEPRON v Rio de Janeiru, ale nikdy opravena a vrátila zpět venezuelskému námořnictvu. Vyřazena. |
| Yekuana (PO-13, ex PC-23)   | září 2009     | březen 2010 | 7. prosince 2011 | Aktivní |
| Kariña (PO-14, ex PC-24)    | únor 2010     | duben 2012  | 23. dubna 2012   | Aktivní |

## Konstrukce
V konstrukci lodí jsou využity prvky technologií stealth. Kromě 60 členů posádky mohou nést také výsadek 32 vojáků. V dělové věži na přídi nesou 76mm kanón OTO Melara. Ten doplňují dva 35mm hlavňové systémy blízké obrany Oerlikon Millennium a dva 12,7mm kulomety. Do budoucna se počítá s instalací protilodních a protiletadlových řízených střel, pro které jsou na palubě vyhrazeny prostory. Na zádi je přistávací plocha a hangár pro uskladnění jednoho vrtulníku. Pohonný systém je koncepce CODAD. Tvoří jej čtyři diesely MTU 12V 2000 M50B, každý o výkonu 5 950 hp, pohánějící dva lodní šrouby se stavitelnými lopatkami. Nejvyšší rychlost je 25 uzlů. Dosah je 3 500 námořních mil při 18 uzlech.